# Urbanie
Urbanie – wieś w Polsce położona w województwie wielkopolskim, w powiecie obornickim, w gminie Oborniki. W latach 1975–1998 miejscowość administracyjnie należała do województwa poznańskiego.
Pierwsze wzmianki o Urbaniu i jego właścicielach, pochodzą z 1793 roku.  Wówczas wieś i folwark Zagaj należały do Żółtowskich z Kąsinowa, którzy zachowali ten majątek do 1840 roku. Po tym roku prawdopodobnie wszedł on w skład dominium popowskiego należącego do rodziny Bnińskich, herbu Łodzia. Urbanie z folwarkiem wróciły do rodziny Żółtowskich w XIX wieku, którzy posiadali ten majątek do 1881 roku. Nowym właścicielem został Niemiec o nazwisku Abendel, a krótko po nim, bo w 1885 doktor Georg Sarazin. Ostatnim panem Urbania był od 1905 do 1946 roku Heinrich Bilstein. W 1931 roku żyło tu 239 osób zamieszkujących 10 domów. W 2021 mieszkało tu 241 ludzi.
W XIX i XX wieku na terenie folwarku mieściła się cukrownia oraz mleczarnia oraz dworek, który został zbudowany 1880 roku. W latach powojennych w dworku mieściło się przedszkole, biura PGR oraz mieszkania dla pracowników. 